# Roquer del Morellà
El Roquer del Morellà és una muntanya de 622 metres que es troba al municipi de Paüls, a la comarca catalana del Baix Ebre.